# Liste der Schulen in der Stadt Dortmund
Die Stadt Dortmund verfügt über 160 Schulen in öffentlicher Trägerschaft, dazu kommen 26 Schulen in freier Trägerschaft. Im Folgenden werden alle nach Schulformen gegliedert aufgelistet. Auch die vier öffentlichen und drei privaten Hochschulstützpunkte in der Stadt sind mit aufgeführt.
Es sind nur aktuell bestehende Lehranstalten aufgeführt (Stand September 2017), bereits geschlossene Schulen werden hier nicht mehr genannt. Auch relevante Schulen werden nicht mit aufgelistet, beispielsweise die traditionsreiche, bis 2011 bestehende Hauptschule „In der Landwehr und Lützowstraße“ mit ihrem Portugiesisch-Unterricht.

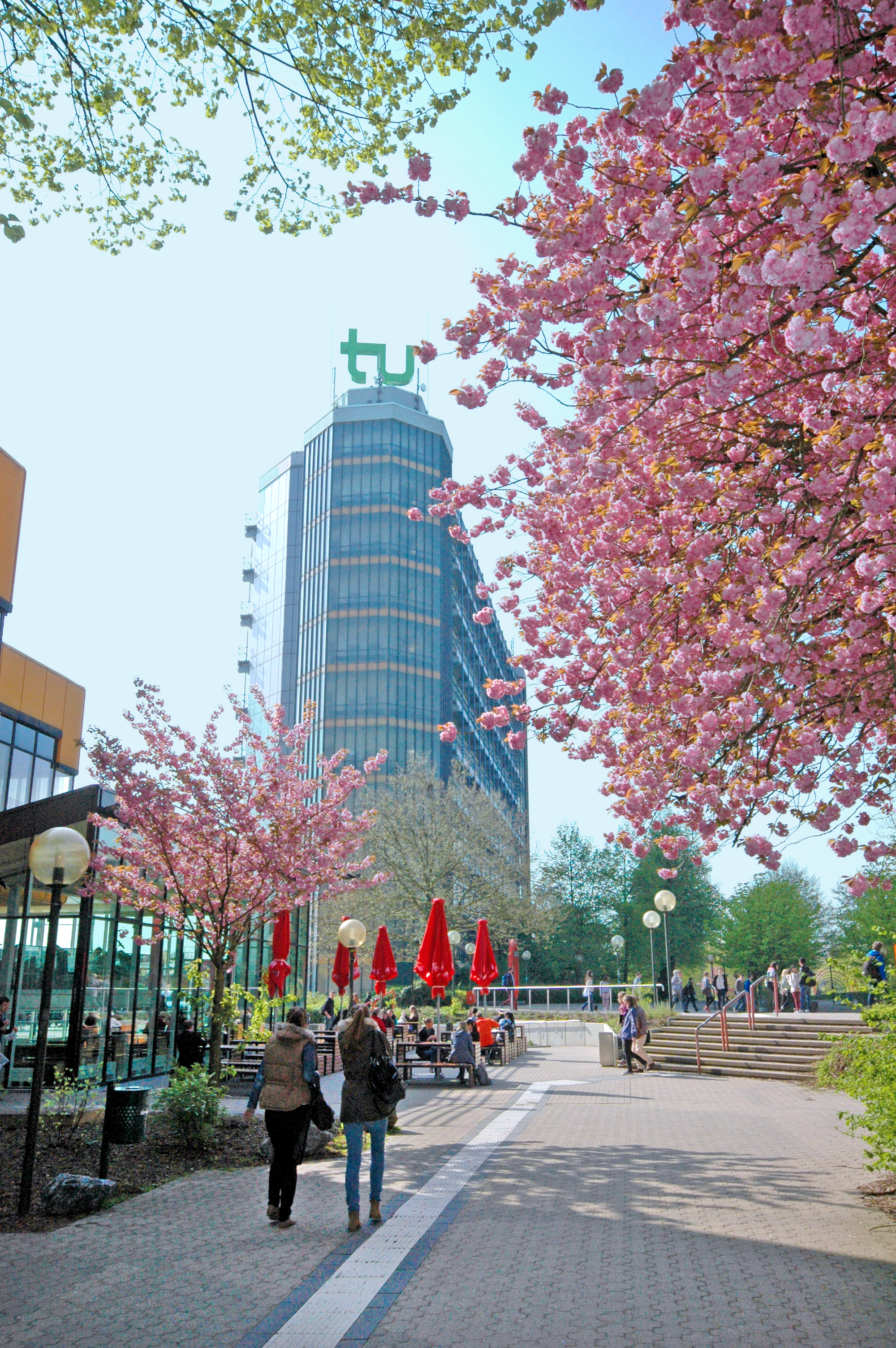
Mathematikgebäude der Technischen Universität Dortmund

## Gymnasien

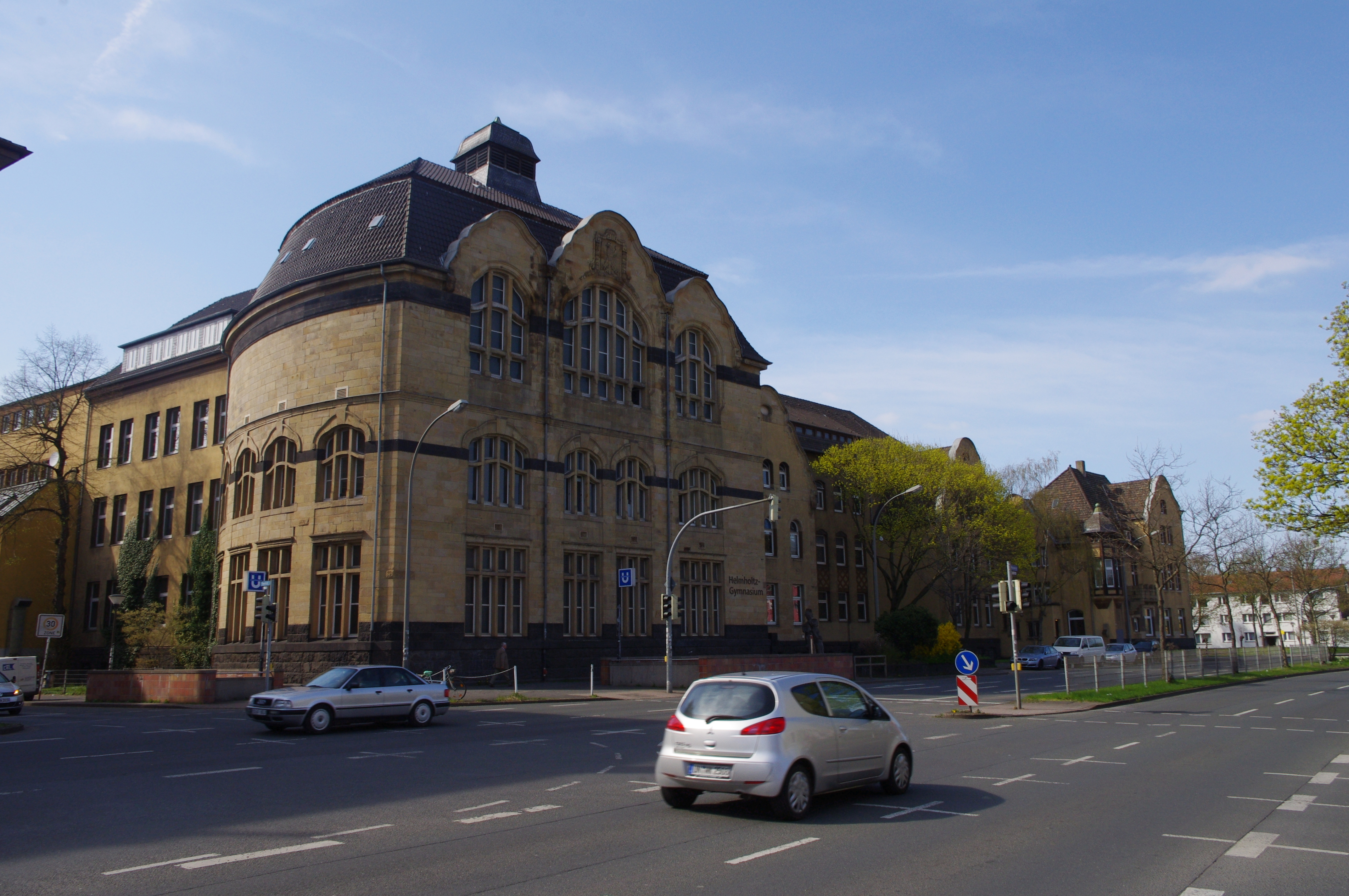
Das denkmalgeschützte Gebäude des Helmholtz-Gymnasiums

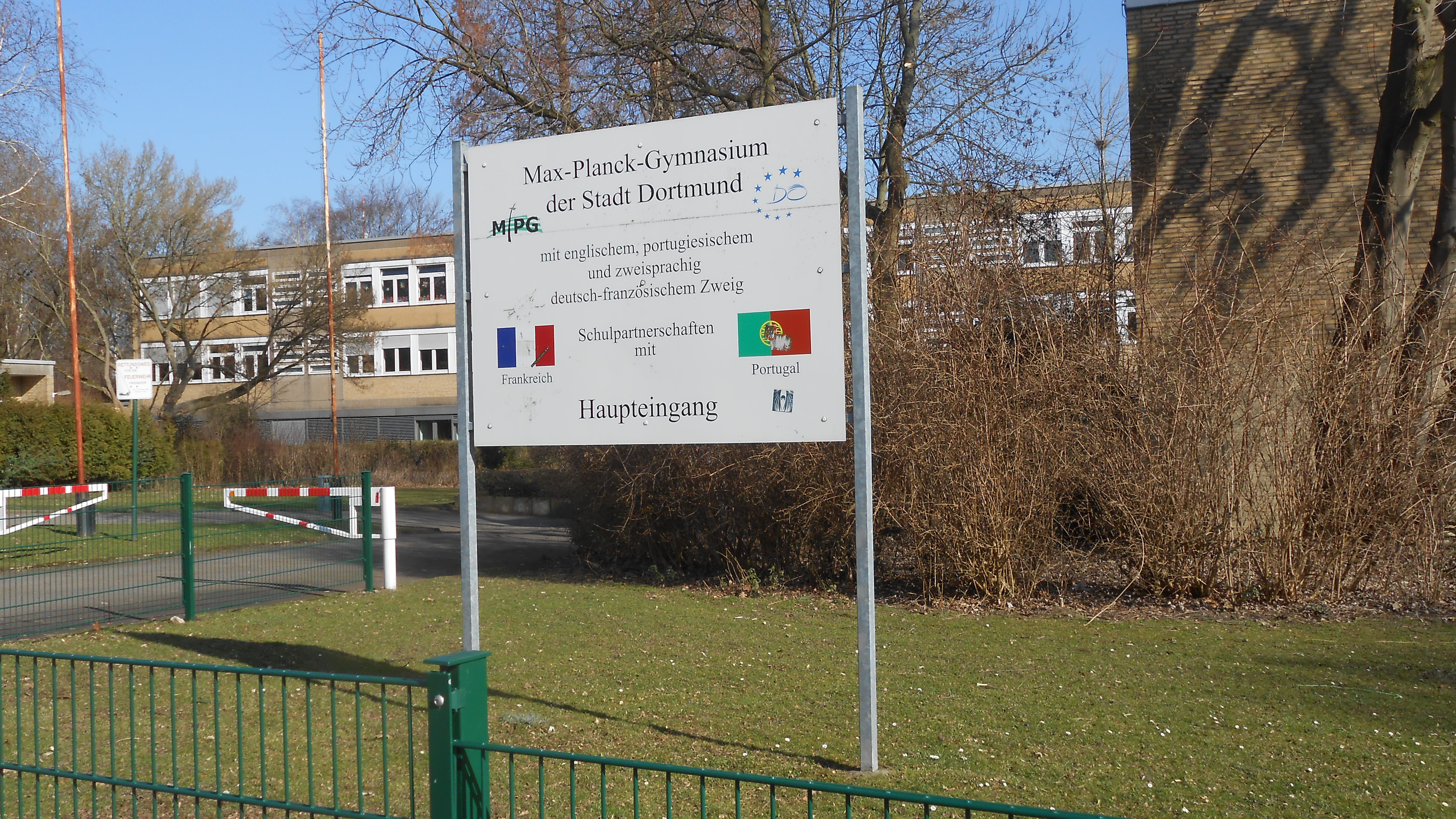
Tafel zu den Sprachzweigen am Haupteingang des Max-Planck-Gymnasiums

- Bert-Brecht-Gymnasium im Stadtteil Kirchlinde
- Goethe-Gymnasium im Stadtteil Hörde
- Gymnasium an der Schweizer Allee im Stadtteil Aplerbeck
- Heinrich-Heine-Gymnasium im Stadtteil Nette
- Heisenberg-Gymnasium im Stadtteil Eving
- Helene-Lange-Gymnasium im Stadtteil Hombruch
- Helmholtz-Gymnasium in der Nordstadt
- Immanuel-Kant-Gymnasium im Stadtteil Asseln
- Käthe-Kollwitz-Gymnasium im Kaiserstraßenviertel in der östlichen Innenstadt in Nachbarschaft zum Stadtgymnasium
- Karl-Müchler-Schule im Stadtteil Hörde (privat)
- Leibniz-Gymnasium International School im Kreuzviertel (eine von bundesweit ca. 30 International-Baccalaureate-Schulen)
- Mallinckrodt-Gymnasium im Innenstadtzentrum (privat, ehemalige Mädchenschule)
- Max-Planck-Gymnasium im Stadtteil Westfalenhalle (einzige Schule Deutschlands mit Portugiesisch als Abiturfach)
- Phoenix-Gymnasium Dortmund im Stadtteil Hörde
- Privatgymnasium Stadtkrone an der Stadtkrone-Ost (privat)
- Reinoldus- und Schiller-Gymnasium in der westlichen Innenstadt
- Stadtgymnasium im Kaiserstraßenviertel in der östlichen Innenstadt (gegründet 1543, ältestes Gymnasium der Stadt)

## Gesamtschulen

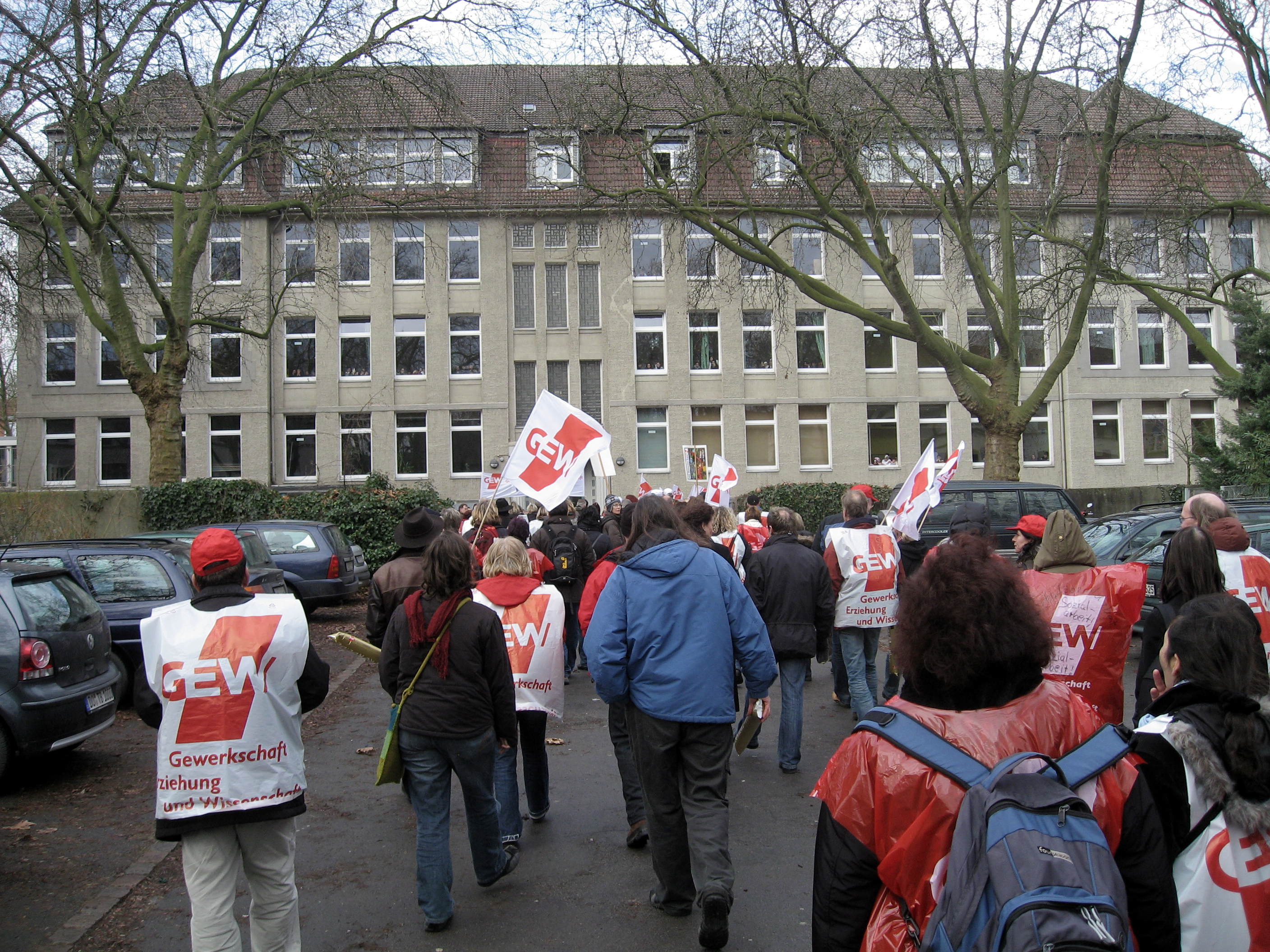
GEW-Demonstration vor der Anne-Frank-Gesamtschule (2009)

- Anne-Frank-Gesamtschule in der Nordstadt
- Europaschule Dortmund im Stadtteil Wambel
- Gesamtschule Brünninghausen im Stadtteil Brünninghausen
- Gesamtschule Gartenstadt im Stadtteil Gartenstadt
- Gesamtschule Scharnhorst im Stadtteil Scharnhorst
- Geschwister-Scholl-Gesamtschule im Stadtteil Brackel
- Gustav-Heinemann-Gesamtschule im Stadtteil Huckarde
- Heinrich-Böll-Gesamtschule im Stadtteil Lütgendortmund
- Karl-Müchler-Schule im Stadtteil Hörde (staatlich anerkannt)
- Martin-Luther-King-Gesamtschule im Stadtteil Dorstfeld
- Reinoldi-Gesamtschule im Stadtteil Bodelschwingh, Stadtbezirk Mengede

## Realschulen

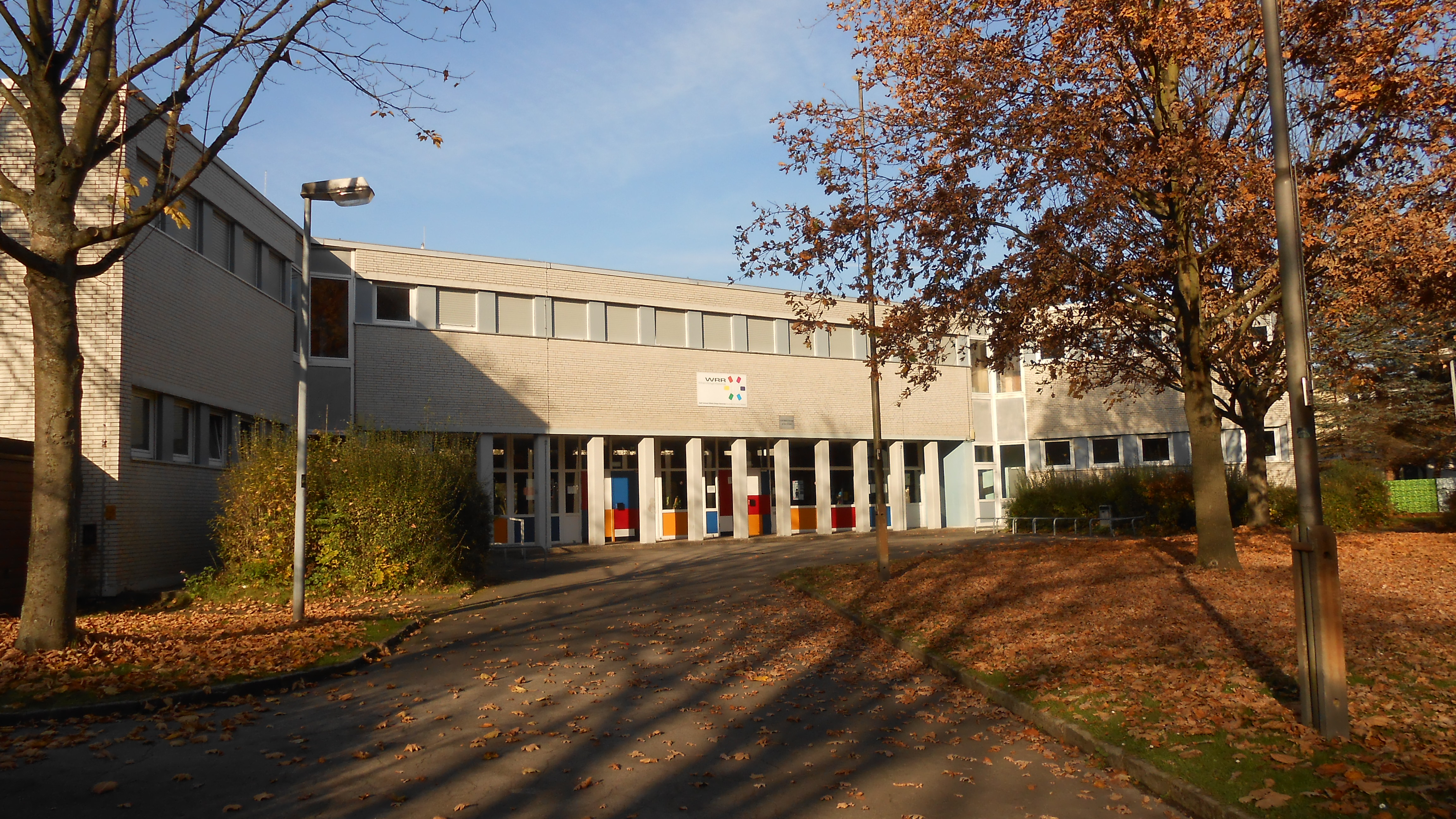
Die Wilhelm-Röntgen-Realschule im Kreuzviertel

- Albert-Einstein-Realschule in Scharnhorst
- Albert-Schweitzer-Realschule in Nette
- Albrecht-Dürer-Realschule in Aplerbeck
- Droste-Hülshoff-Realschule in Kirchlinde
- Gertrud-Bäumer-Realschule in der Nordstadt
- Johann-Gutenberg-Realschule in Wellinghofen
- Marie-Reinders-Realschule in Hörde
- Max-Born-Realschule in Asseln
- Nikolaus-Kopernikus-Realschule in Westerfilde
- Ricarda-Huch-Realschule in der östlichen Innenstadt
- Robert-Koch-Realschule in Hombruch
- Theodor-Heuss-Realschule in Eving
- Wilhelm-Busch-Realschule in Dorstfeld
- Wilhelm-Röntgen-Realschule im Kreuzviertel

## Hauptschulen
- Emscherschule Aplerbeck in Aplerbeck
- Hauptschule am Externberg in Eving
- Hauptschule Husen in Husen
- Hauptschule Kley in Kley
- Hauptschule Scharnhorst in Scharnhorst
- Hauptschule Westerfilde in Westerfilde
- Jeanette-Wolff-Schule am Mengeder Markt in Mengede
- Konrad-von-der-Mark-Schule in Hörde
- Schule am Hafen im Hafengebiet

## Förderschulen
- Adolf-Schulte-Schule in Aplerbeck
- Christopherus-Schule Dortmund in Hörde
- Dellwigschule in Lütgendortmund
- Frida-Kahlo-Schule im Klinikviertel (südwestliche Innenstadt)
- Johannes-Wulff-Schule im Kreuzviertel
- Kielhornschule in der Nordstadt
- Martin-Bartels-Schule in Aplerbeck
- Martin-Buber-Schule in Aplerbeck
- Max-Wittmann-Schule in Eving
- Mira-Lobe-Schule in Hombruch
- Paul-Dohrmann-Schule in Scharnhorst
- Rheinisch-Westfälische Realschule (LWL-Förderschule) Förderschwerpunkt „Hören und Kommunikation“ in der Nordstadt
- Schule am Marsbruch in Aplerbeck
- Schule an der Froschlake in Marten
- Tremonia-Schule in Wambel
- Vincenz-von-Paul-Schule in der Nordstadt
- Wilhelm-Rein-Schule in Oestrich

## Grundschulen

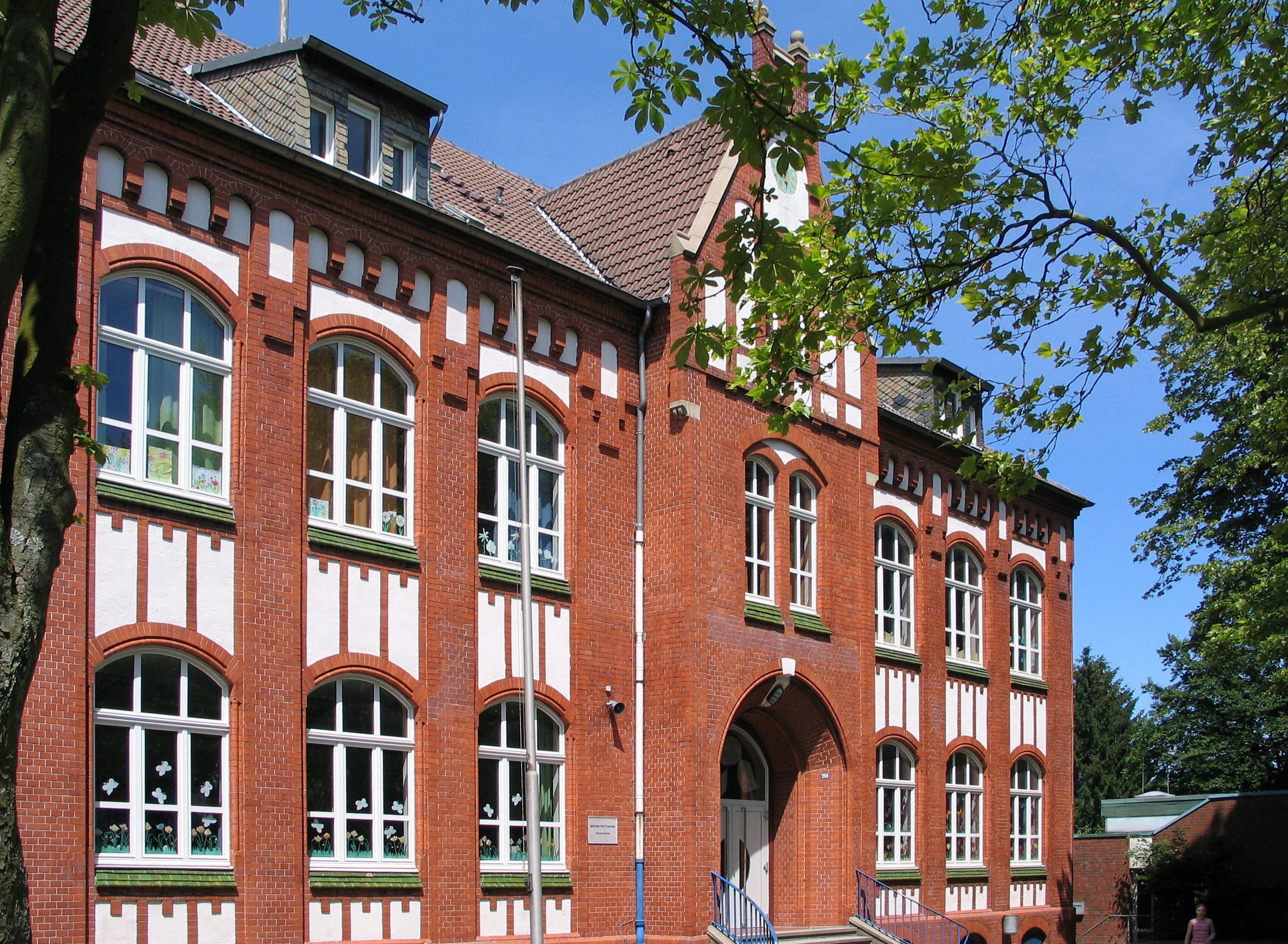
Die Aplerbecker-Mark-Grundschule

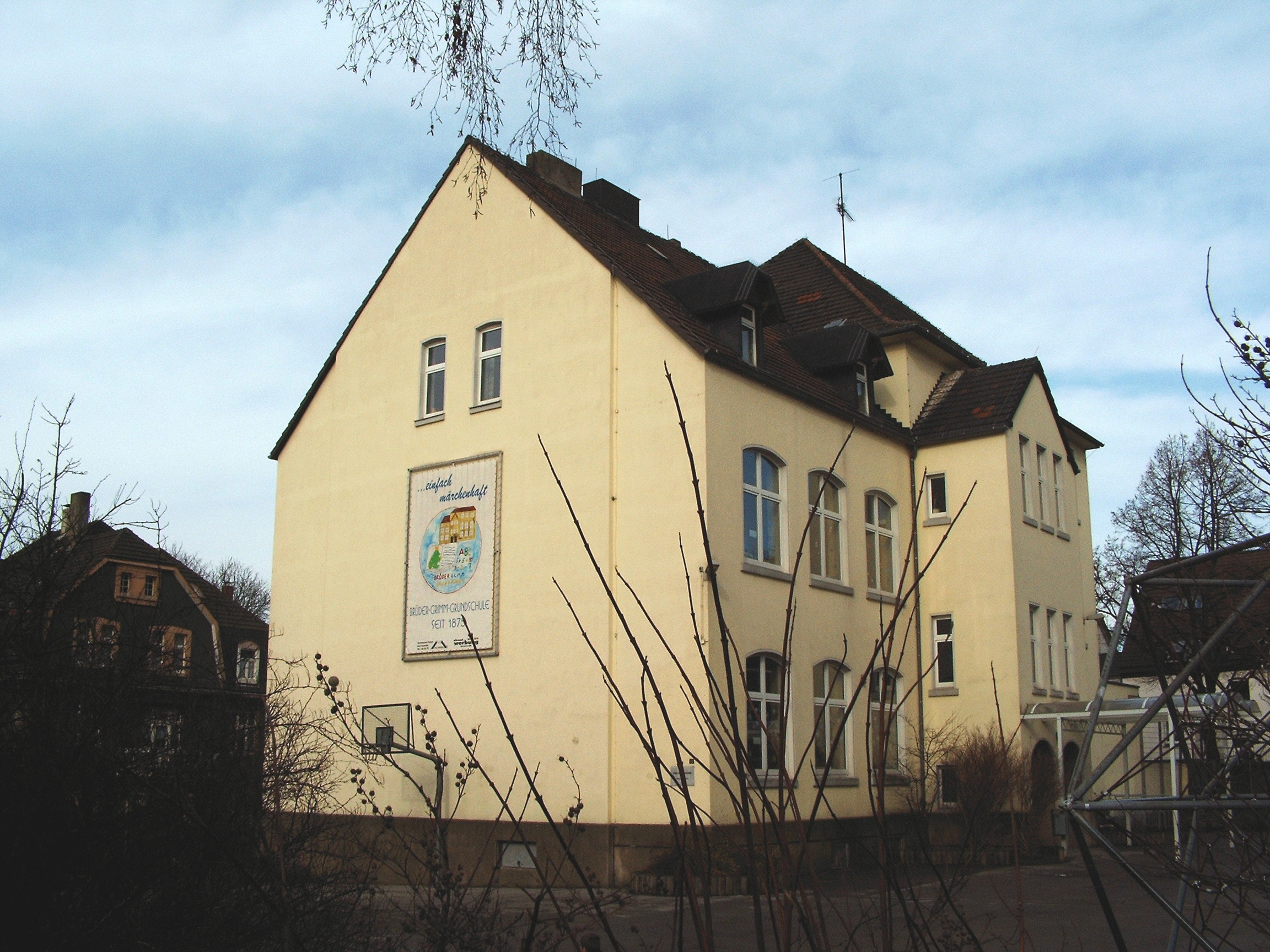
Die Brüder-Grimm-Grundschule in Hombruch

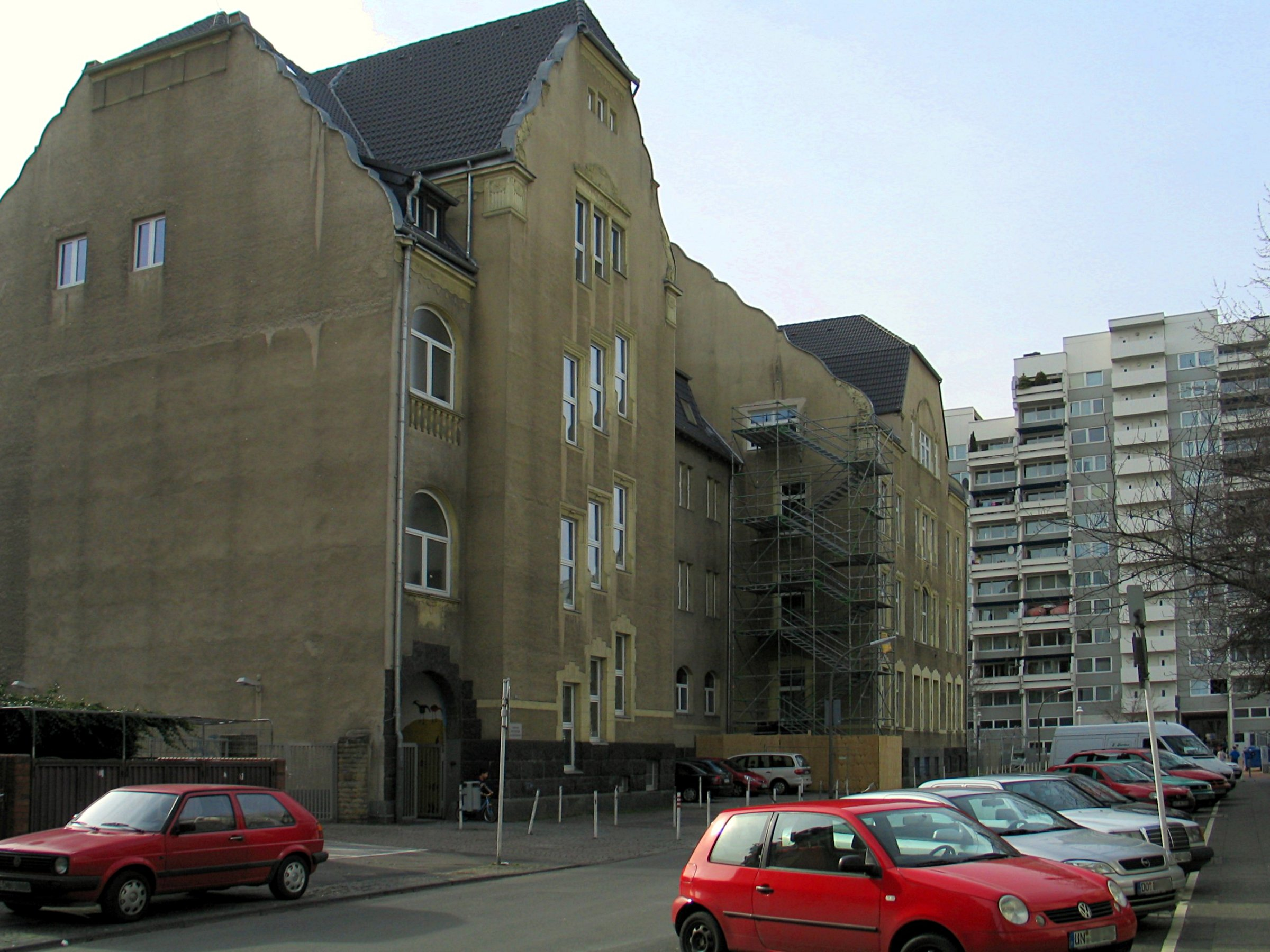
Die Grundschule Kleine Kielstraße

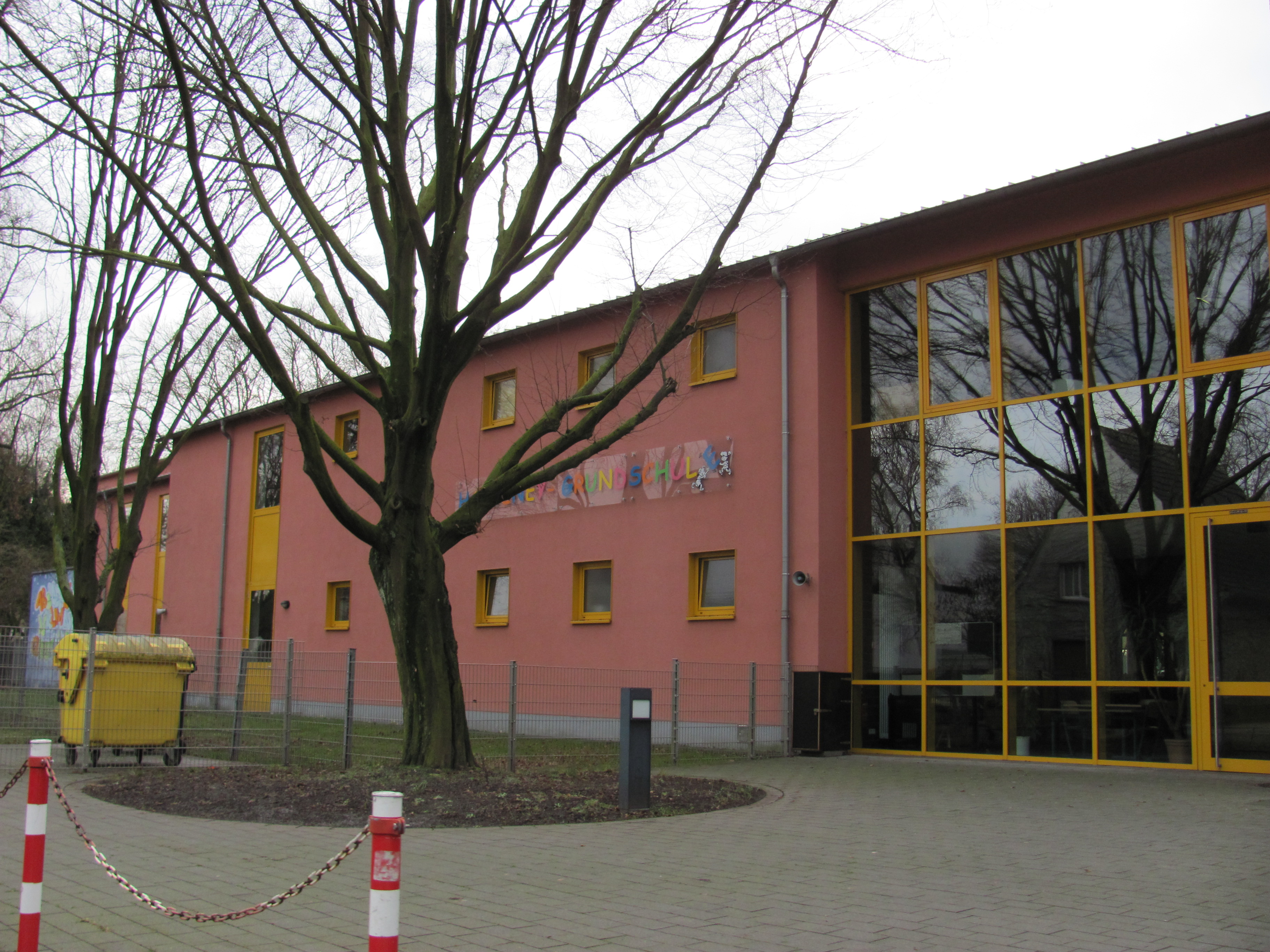
Die Hangeney-Grundschule in Kirchlinde

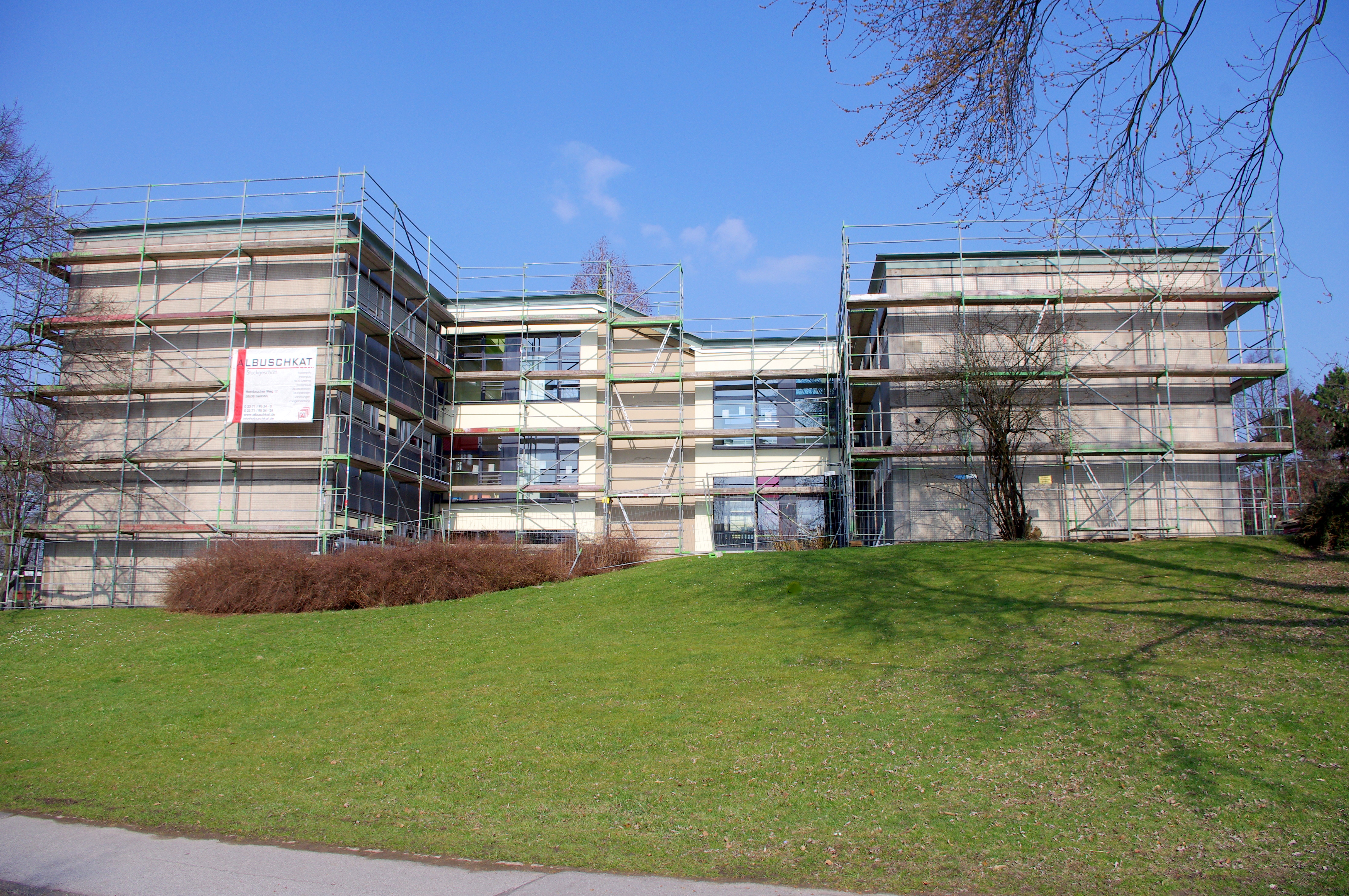
Renovierungsarbeiten an der Grundschule Hohwart (2011)

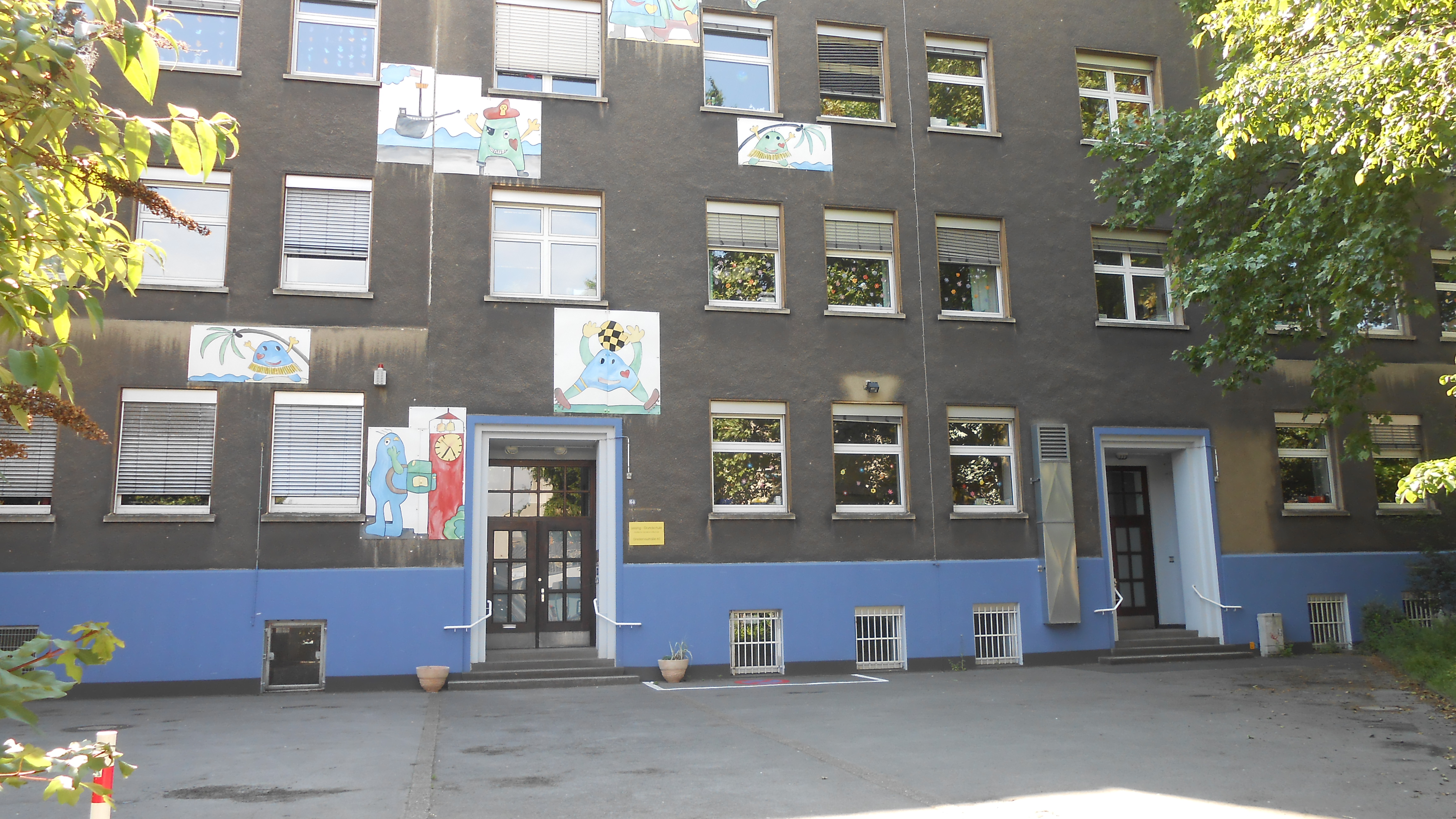
Die Lessing-Grundschule in der Nordstadt

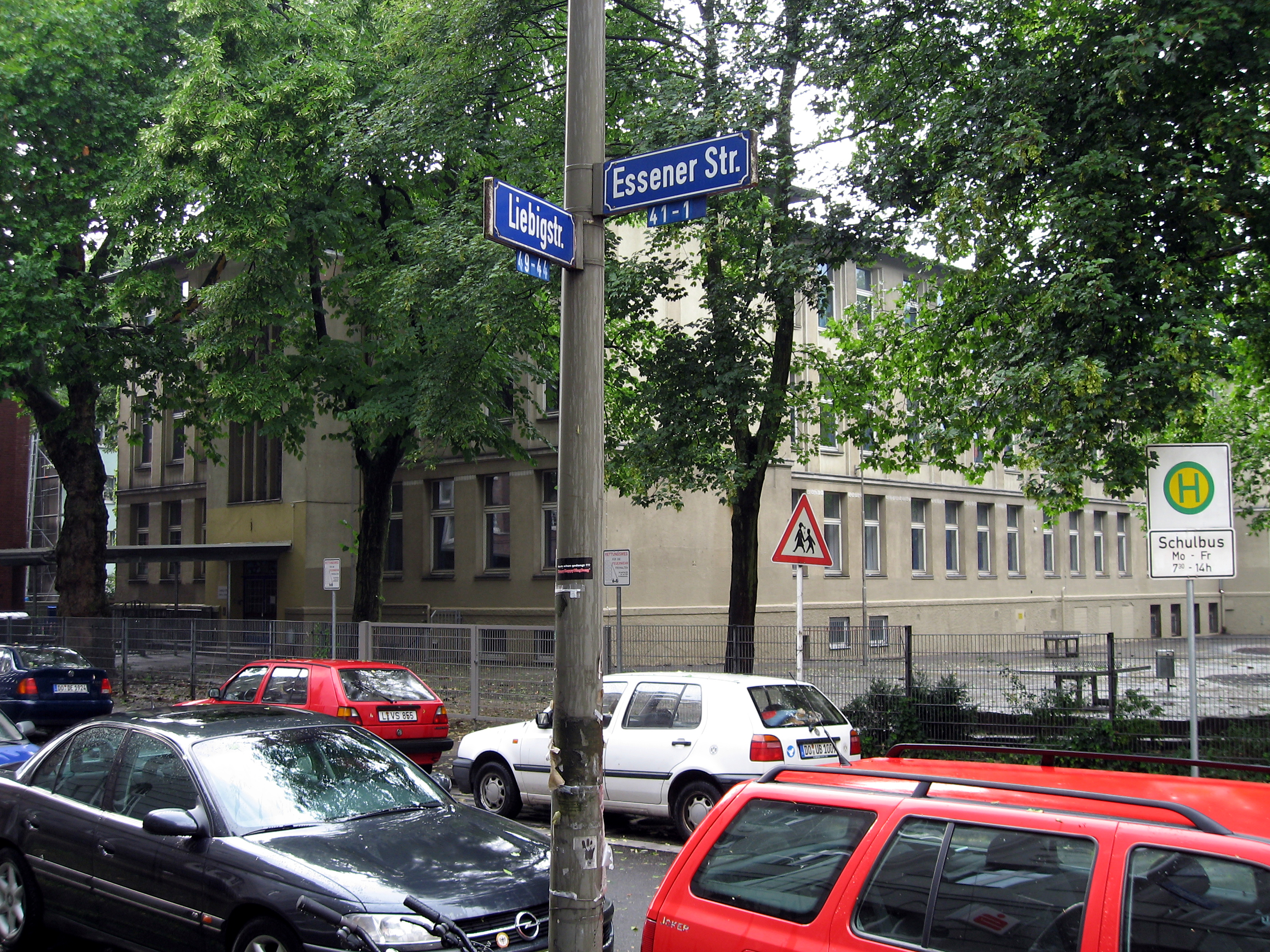
Die Peter-Vischer-Grundschule im Kreuzviertel

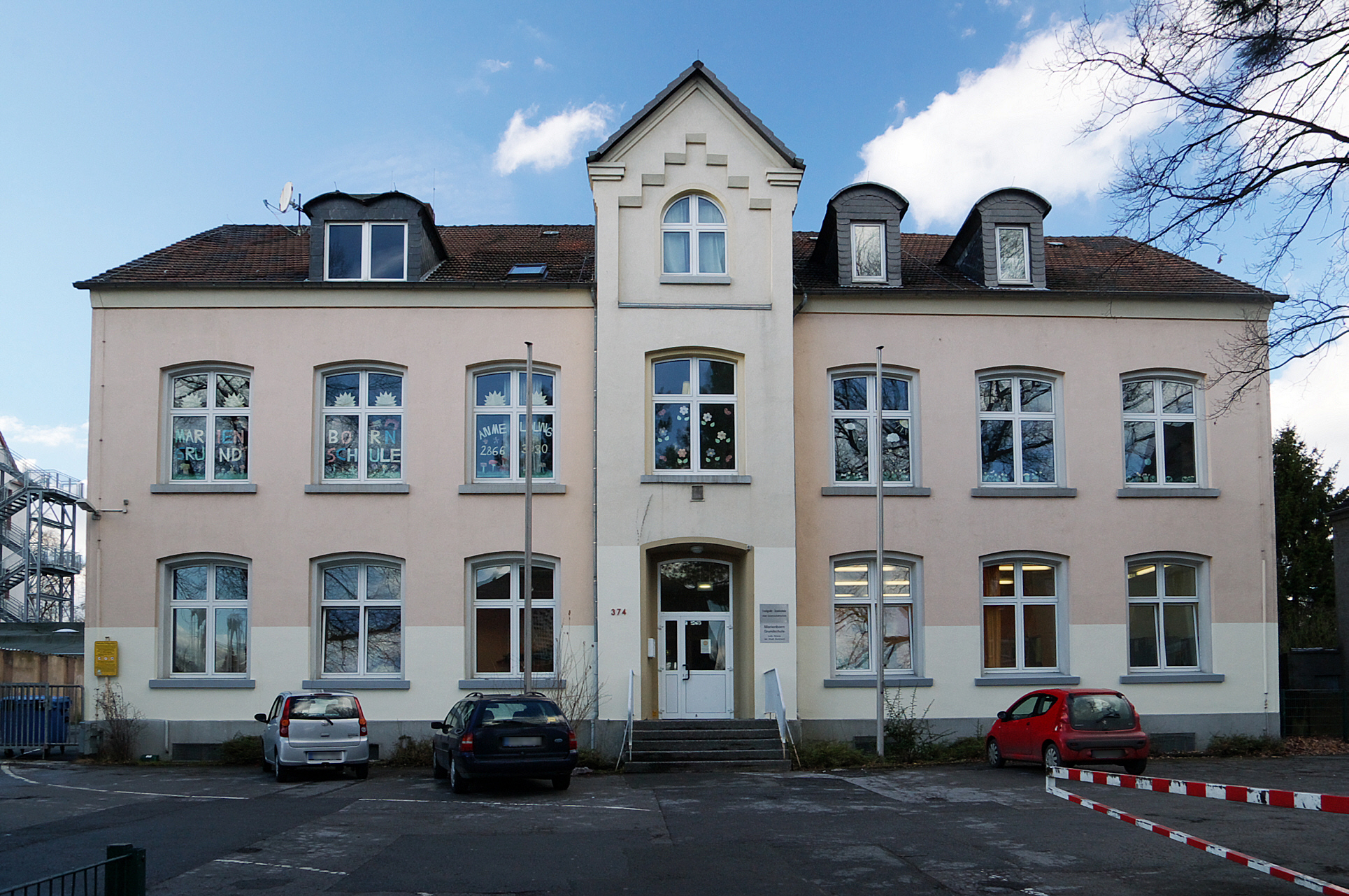
Die Marienborn-Grundschule in Lütgendortmund

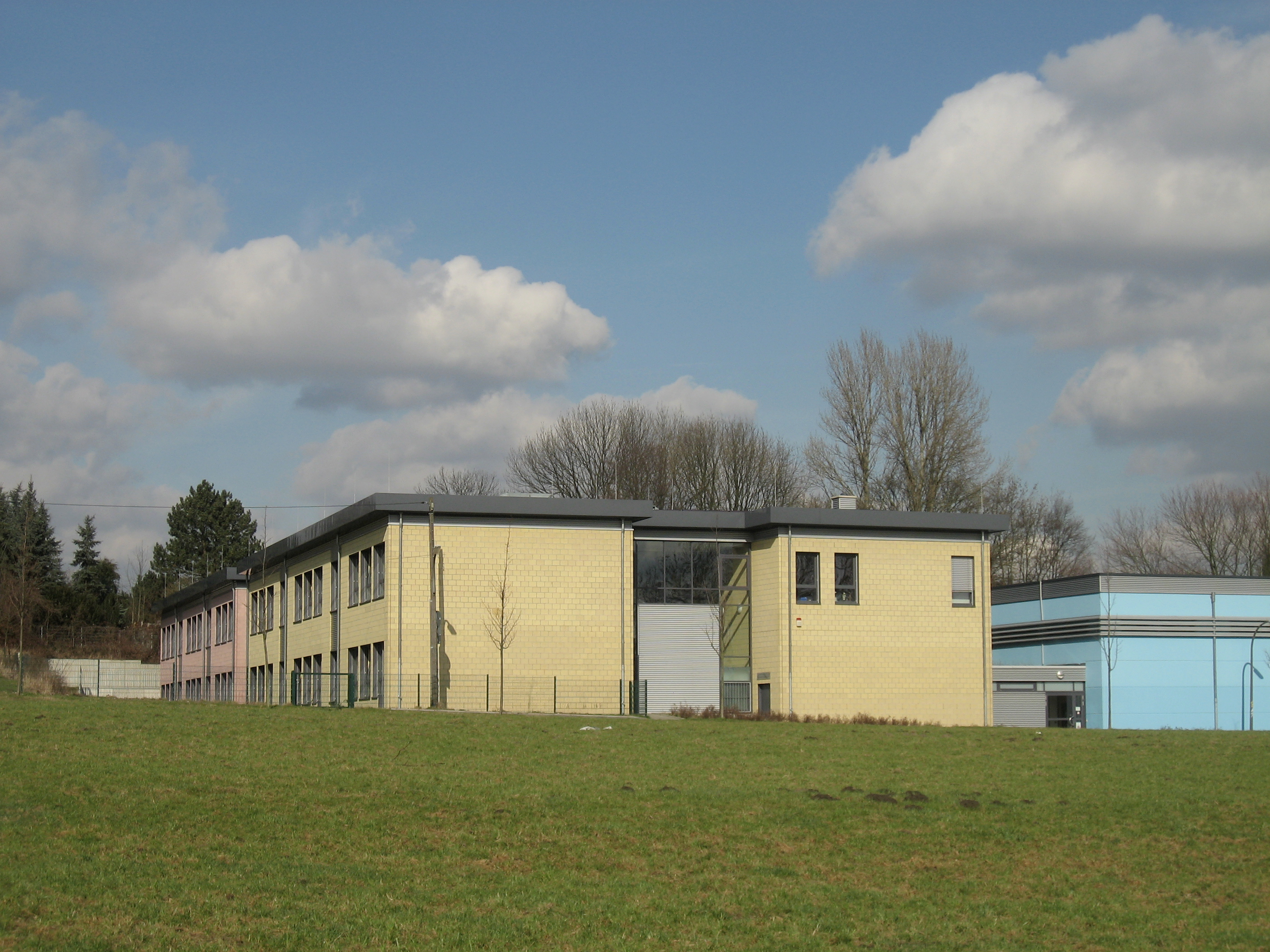
Die Ostenberg-Grundschule in Barop

- Albrecht-Brinkmann-Grundschule in der Nordstadt
- Aplerbecker-Grundschule in Aplerbeck
- Aplerbecker-Mark-Grundschule in Aplerbecker Mark
- Bach-Grundschule in Wickede
- Benninghofer-Grundschule in Benninghofen
- Berswordt-Grundschule in der östlichen Innenstadt
- Brechtener-Grundschule in Brechten
- Brukterer-Grundschule in Lanstrop
- Brücherhof-Grundschule in Hörde
- Brüder-Grimm-Grundschule in Hombruch
- Buschei-Grundschule in Scharnhorst
- Busenberg-Grundschule in Berghofen
- Comenius-Grundschule in Wambel
- Diesterweg-Grundschule in der Nordstadt
- Dietrich-Bonhoeffer-Grundschule in Derne
- Eichlinghofer-Grundschule in Eichlinghofen
- Eichwald-Grundschule in Husen
- Eintracht-Grundschule in Holzen
- Elisabeth-Grundschule in Eving
- Emschertal-Grundschule in Sölde
- Erich-Kästner-Grundschule in Brackel
- Fichte-Grundschule in Neuasseln
- Fine-Frau-Grundschule in Dorstfeld
- Franziskus-Grundschule in der östlichen Innenstadt
- Freiligrath-Grundschule in Bövinghausen
- Friedens-Grundschule in Marten
- Friedrich-Ebert-Grundschule in Schüren
- Funke-Grundschule in Dorstfeld
- Gerhart-Hauptmann-Grundschule in Schüren
- Gilden-Grundschule in Huckarde
- Graf-Konrad-Grundschule in Lindenhorst
- Grafen-Grundschule in Deusen
- Grundschule Am Dorney in Oespel
- Grundschule Kleine Kielstraße in der Nordstadt
- Gutenberg-Grundschule in Dorstfeld
- Hangeney-Grundschule in Kirchlinde
- Hansa-Grundschule in Huckarde
- Harkort-Grundschule in Hombruch
- Hellweg-Grundschule in Asseln
- Herder-Grundschule in Kemminghausen
- Hohwart-Grundschule in der östlichen Innenstadt
- Holte-Grundschule in Lütgendortmund
- Höchstener-Grundschule auf dem Höchsten
- Josef-Grundschule in Wickede
- Jungferntal-Grundschule in Jungferntal
- Kautsky-Grundschule in Scharnhorst
- Kerschensteiner-Grundschule in der Gartenstadt
- Kirchderner-Grundschule in Kirchderne
- Kirchhörder-Grundschule in Kirchhörde
- Kreuz-Grundschule im Kreuzviertel
- Kruckeler-Grundschule in Kruckel
- Landgrafen-Grundschule in der östlichen Innenstadt
- Langeloh-Grundschule in Hombruch
- Lessing-Grundschule in der Nordstadt
- Libellen-Grundschule in der Nordstadt
- Libori-Grundschule in Körne
- Lichtendorfer-Grundschule in Lichtendorf
- Lieberfeld-Grundschule in Wellinghofen
- Liebig-Grundschule im Kreuzviertel
- Marienborn-Grundschule in Lütgendortmund
- Mörike-Grundschule in Somborn
- Mosaik-Grundschule in Eving (ehem. Kettler-GS und Osterfeld-GS)
- Nordmarkt-Grundschule in der Nordstadt
- Oesterholz-Grundschule in der Nordstadt
- Olpketal-Grundschule in Lücklemberg
- Ostenberg-Grundschule in Barop
- Overberg-Grundschule in Mengede
- Peter-Vischer-Grundschule im Kreuzviertel
- Petri-Grundschule im Klinikviertel (südwestliche Innenstadt)
- Regenbogen-Grundschule in Mengede
- Reichshof-Grundschule in Brackel
- Roncalli-Grundschule in Husen
- Schopenhauer-Grundschule in Nette
- Schragmüller-Grundschule in Oestrich
- Schubert-Grundschule in Renninghausen
- Siegfried-Drupp-Grundschule in Scharnhorst
- Steinbrink-Grundschule in Wickede
- Steinhammer-Grundschule in Marten
- Stift-Grundschule (mit Wurzeln bis ins 14. Jahrhundert)
- Uhland-Grundschule in Körne
- Urbanus-Grundschule in Huckarde
- Weingartenschule am See in Hörde
- Westhausen-Grundschule in Westerfilde
- Westholz-Grundschule in Scharnhorst
- Westricher-Grundschule in Westrich
- Wichlinghofer-Grundschule in Wichlinghofen
- Widey-Grundschule in Kirchlinde
- Winfried-Grundschule in der östlichen Innenstadt

## Kollegs

### Berufskollegs

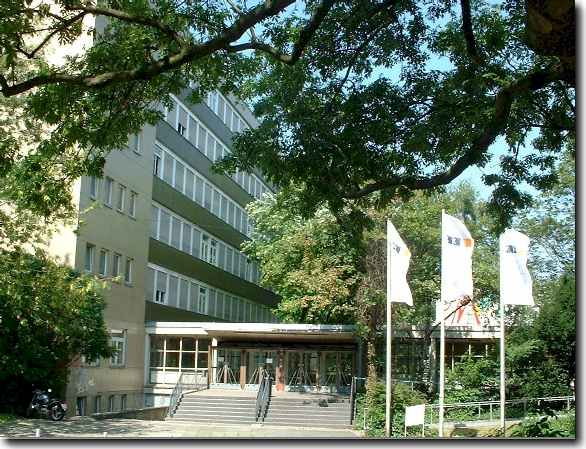
Das Konrad-Klepping-Berufskolleg

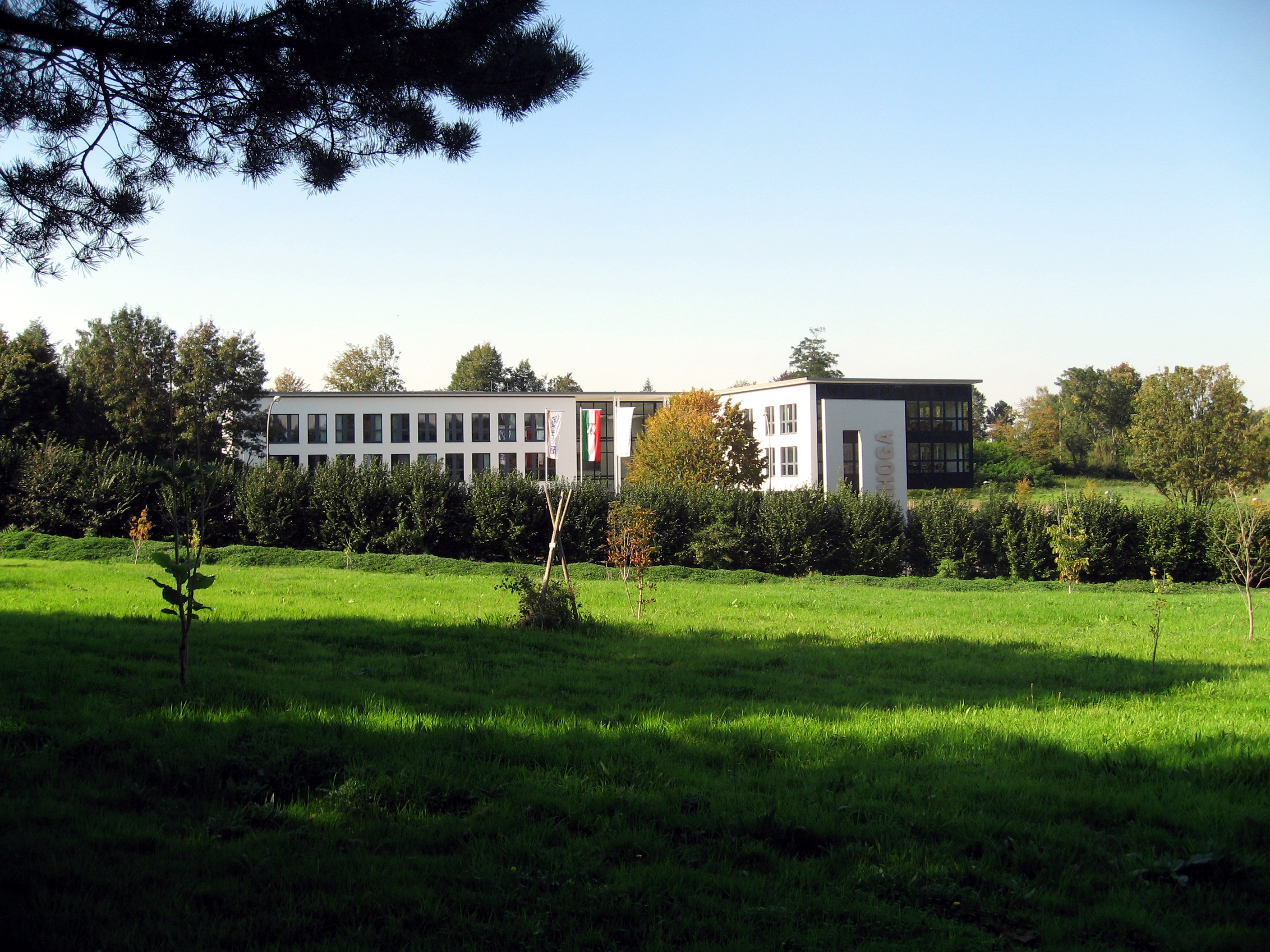
Das Gebäude der WIHOGA, gegenüber dem Rombergpark

- Agricola-Berufskolleg[2] in Aplerbeck (privat)
- Anna-Zillken-Berufskolleg[3] (privat)
- CJD Christophorusschule Dortmund, Förderberufskolleg[4] in Lütgendortmund (privat)
- Dortmunder Berufskolleg für Gymnastik in der östlichen Innenstadt (privat)
- Fritz-Henßler-Berufskolleg in der nordwestlichen Innenstadt
- Gisbert-von-Romberg-Berufskolleg[5] in Hacheney
- Karl-Schiller-Berufskolleg in der westlichen Innenstadt
- Konrad-Klepping-Berufskolleg in der westlichen Innenstadt
- Leopold-Hoesch-Berufskolleg[6] in der westlichen Innenstadt
- Paul-Ehrlich-Berufskolleg[7] in Hacheney
- Robert-Bosch-Berufskolleg
- Robert-Schuman-Berufskolleg[8] am Dortmunder U-Turm
- Rudolf-Steiner-Berufskolleg[9] in Hombruch (privat)
- Wihoga, Wirtschaftsfachschule für Hotellerie und Gastronomie (privat) am Rombergpark

### Weiterbildungskollegs
- Abendrealschule Max-von-der-Grün-Weiterbildungskolleg  in der westlichen Innenstadt
- Westfalen-Kolleg Dortmund in der westlichen Innenstadt

## Hochschulen

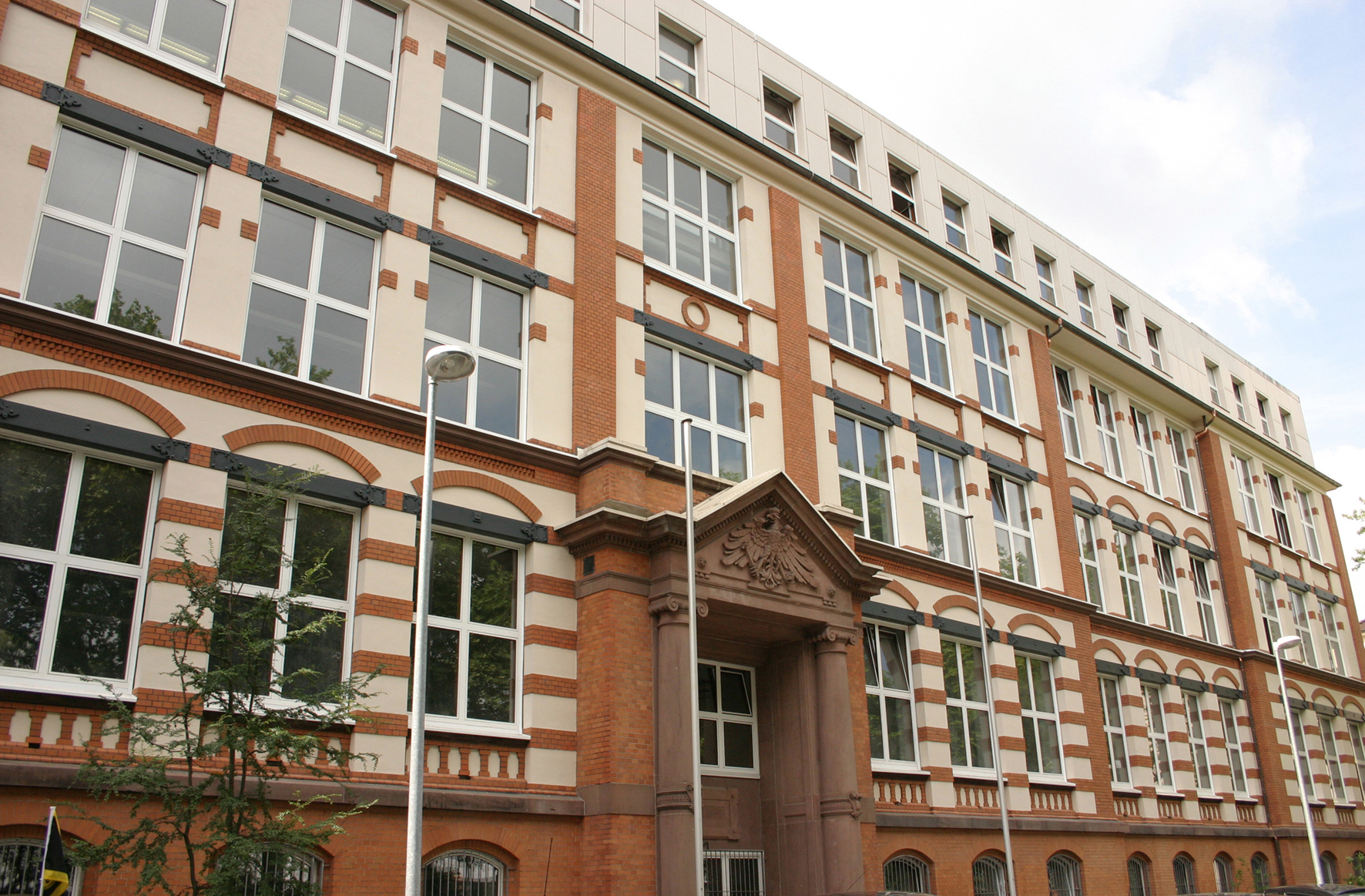
Fachhochschule Dortmund

- Technische Universität Dortmund (seit 1968 Naturwissenschaften, Ingenieurwissenschaften, Wirtschafts- und Planungswissenschaften; 1980 erweitert um die Fachbereiche der Pädagogischen Hochschule Ruhr (gegründet 1929), seither auch Geisteswissenschaften. Bis 2007 trug die TU Dortmund den Namen Universität Dortmund)
- Fachhochschule Dortmund (gegründet 1971 durch Vereinigung der ehemals Staatlichen Ingenieurschule Werkkunstschule Dortmund, einer Höheren Fachschule für Sozialarbeit, einer Höheren Fachschule für Sozialpädagogik und einer Wirtschaftsfachschule)
- FOM Hochschule für Oekonomie & Management (privat, Standort Dortmund seit 2005, mit einem Hochschulstudienzentrum in Dortmund in der B1st Software Factory)
- Fachhochschule für öffentliche Verwaltung Nordrhein-Westfalen (Außenstelle der Gelsenkirchener Verwaltungs-Fachhochschule)
- International School of Management (private Betriebswirtschaftsfakultät)
- Orchesterzentrum NRW, mit dem von den vier staatlichen Musikhochschulen des Landes Nordrhein-Westfalen getragenen Studiengang „Orchesterspiel“, unter Beteiligung der Hochschule für Musik Detmold (das Orchesterzentrum ist organisatorisch der Folkwang Universität der Künste in Essen angegliedert)
- IT-Center Dortmund (private Bildungseinrichtung in Trägerschaft von Technischer Hochschule, Fachhochschule, ISM, Industrie- und Handelskammer zu Dortmund und networker westfalen e. V. mit Bachelorstudiengang in Information Technology)

## Weitere

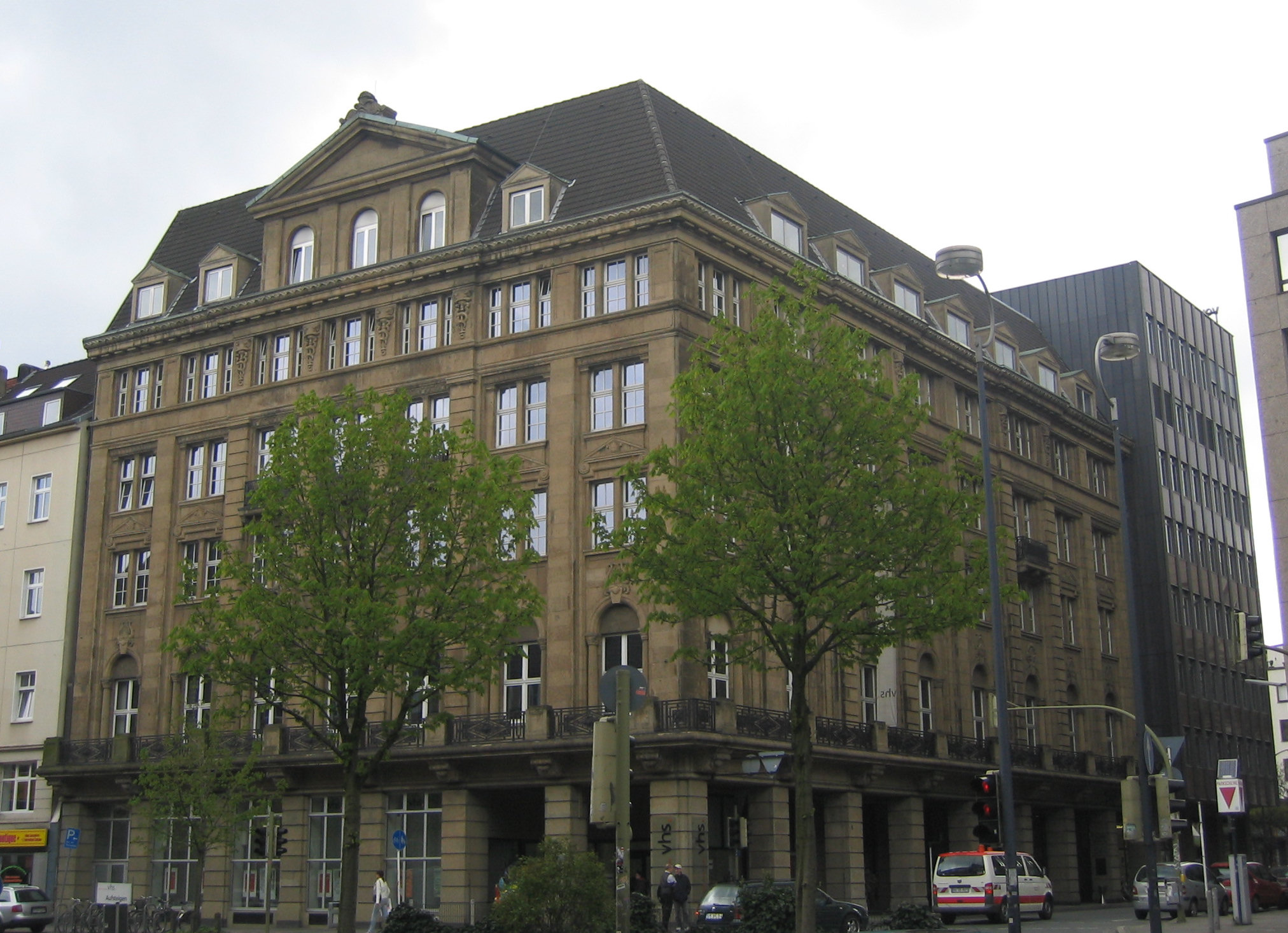
Die Volkshochschule im Löwenhof-Gebäude

- Cranfield Aviation Training School (Fernschule für Berufs- und Privatpiloten, privat)
- Deutsche Hörfunkakademie (privat)
- Volkshochschule Dortmund
- Westfalen-Technikum Dortmund in der östlichen Innenstadt
- WIHOGA Dortmund (Wirtschaftsfachschule für Hotel- und Gastronomie, privat)